# 783
Cette page concerne l'année 783  du calendrier julien. Pour l'année 783 av. J.-C., voir 783 av. J.-C.
L'année 783 est une année commune qui commence un mercredi.

## Événements
- 20 février : cérémonie d'alliance sino-tibétaine célébrée à Qingshui[1]. Sous le règne du roi Trisong Detsen, un traité de paix est négocié entre la Chine des Tang et le Tibet donnant au Tibet toutes les terres de la région du Kokonor. Les Tibétains contrôlent les oasis d’Asie centrale, dont Dunhuang.
- 23 mars : Charlemagne célèbre Pâques à Thionville[2].
- Mai[2] : Charlemagne entre en Saxe avec des forces considérables. Certainement repoussé près de Detmold, il se replie sur Paderborn où il fait venir des renforts, puis écrase les rebelles sur la Hase, passe la Weser et pousse pour la première fois jusqu’à l’Elbe.
- Octobre, Worms[3] : de retour de Saxe, Charlemagne épouse la cruelle Fastrade, qui lui donne deux filles, Théodrade et Hiltrude.

- À la mort de Silo des Asturies, sa veuve Audesinde fait proclamer son neveu Alphonse II, mais cette élection est contestée par Mauregat, fils naturel d'Alphonse Ier et d'une esclave maure. Alphonse lui abandonne la couronne[4].
- Les troupes de l'émir de Cordoue Abd al-Rahman Ier prennent Saragosse révoltée contre les Omeyyades[5].
- Expédition de Staurakios contre les Slaves en Grèce méridionale et dans le Péloponnèse[6].
- Le gouverneur byzantin de Chypre est capturé par des pirates arabes[6].

## Décès en 783
- 30 avril : Hildegarde de Vintzgau, femme de Charlemagne à Thionville[2].
- 12 juillet : Berthe au Grand Pied, épouse de Pépin le Bref et mère de Charlemagne.
- Silo, roi des Asturies, à Pravia.